# Добриниште
Добриниште (болг. Добринище) — город в Благоевградской области Болгарии. Входит в состав общины Банско. Находится примерно в 7 км к востоку от центра города Банско и примерно в 45 км к юго-востоку от центра города Благоевград. По данным переписи населения 2011 года, в городе  проживало 2836 человек.
От Добриниште до Септември проложена узкоколейная железная дорога.

## Курорт
Город славится семнадцатью минеральными источниками с лечебной термальной водой, температура которой — 42 °C. В городе построен лечебный центр с двумя внутренними бассейнами, массажный центр, современный Spa-центр с двумя внешними бассейнами и местом для косметического массажа. Минеральные воды используются для лечения артритов, кожных и почечных заболеваний, а также заболеваний опорно-двигательного аппарата. Добринище — один из первых лыжных курортов на Балканах, лыжные трассы длиной 14 км. В декабре 2007 года был разработан проект для лыжной зоны. Он состоит из подъёмника от города до лыжной зоны, современных лыжных сооружений и 40 км трасс. Состоявшийся в декабре 2007 года тендер выиграли Галчев Групп вместе с австрийским фондом Норема. Стоимость проекта 260 млн левов. По договору с мэрией Банско проект должен быть закончен в следующие 3 года, тогда лыжная зона Добринище соединится с лыжной зоной Банско. Подъёмник свяжет вершину Тодорка с вершиной Безбог. Местами панорамный подъёмник пройдёт на высотах до 750 метров.

## Население
| Год     | 1934 | 1946 | 1956 | 1965 | 1975 | 1985 | 1992 | 2001 | 2011 |
| ------- | ---- | ---- | ---- | ---- | ---- | ---- | ---- | ---- | ---- |
| Жителей | 1899 | 2223 | 2440 | 2569 | 3089 | 3182 | 3221 | 3016 | 2836 |

| Национальность | Человек | Процент |
| -------------- | ------- | ------- |
| болгары        | 2510    | 98,51%  |
| цыгане         | 31      | 1,22%   |
| Всего ответов  | 2548    |         |

|  |